# Campeonato Europeu de Voleibol Masculino de 2019
O Campeonato Europeu de Voleibol Masculino de 2019 foi a 31ª edição deste torneio bianual que reúne as principais seleções europeias de voleibol masculino. A Confederação Europeia de Voleibol (CEV) foi a responsável pela organização do campeonato. Conforme divulgado no dia 1 de setembro de 2017, a competição foi pela primeira vez disputada em quatro países distintos: Bélgica, França, Países Baixos e Eslovênia. Outra mudança foi o aumento do número de participantes da competição, passando de 16 para 24 seleções.

## Sedes
Três cidades francesas e neerlandesas, além de duas cidades belgas e uma cidade eslovena foram selecionadas para receber as partidas da competição.
| Grupo A                                                 | Oitavas de final, Quartas de final                      | Final four, Finais                 | Montpellier Nantes Paris      |
| ------------------------------------------------------- | ------------------------------------------------------- | ---------------------------------- | ----------------------------- |
| Montpellier, França                                     | Nantes, França                                          | Paris, França                      | Montpellier Nantes Paris      |
| Park&Suites Arena                                       | Hall XXL                                                | AccorHotels Arena                  | Montpellier Nantes Paris      |
| Capacidade: 10 700                                      | Capacidade: 10 750                                      | Capacidade: 15 609                 | Montpellier Nantes Paris      |
|                                                         |                                                         |                                    | Montpellier Nantes Paris      |
| Grupo B                                                 | Grupo B, Oitavas de final, Quartas de final             | Bruxelas Antuérpia                 | Bruxelas Antuérpia            |
| Bruxelas, Bélgica                                       | Antuérpia, Bélgica                                      | Bruxelas Antuérpia                 | Bruxelas Antuérpia            |
| Palais 12                                               | Sportpaleis                                             | Bruxelas Antuérpia                 | Bruxelas Antuérpia            |
| Capacidade: 15 000                                      | Capacidade: 18 400                                      | Bruxelas Antuérpia                 | Bruxelas Antuérpia            |
|                                                         |                                                         | Bruxelas Antuérpia                 | Bruxelas Antuérpia            |
| Grupo C, Oitavas de final, Quartas de final, Final Four | Grupo C, Oitavas de final, Quartas de final, Final Four | Liubliana                          | Liubliana                     |
| Liubliana, Eslovênia                                    |                                                         | Liubliana                          | Liubliana                     |
| Arena Stožice                                           |                                                         | Liubliana                          | Liubliana                     |
| Capacidade: 12 480                                      |                                                         | Liubliana                          | Liubliana                     |
|                                                         |                                                         | Liubliana                          | Liubliana                     |
| Grupo D                                                 | Grupo D                                                 | Oitavas de final, Quartas de final | Amesterdão Roterdão Apeldoorn |
| Amesterdão, Países Baixos                               | Roterdão, Países Baixos                                 | Apeldoorn, Países Baixos           | Amesterdão Roterdão Apeldoorn |
| Sporthallen Zuid                                        | Ahoy Rotterdam                                          | Omnisport Apeldoorn                | Amesterdão Roterdão Apeldoorn |
| Capacidade: 2 525                                       | Capacidade: 16 426                                      | Capacidade: 2 000                  | Amesterdão Roterdão Apeldoorn |
|                                                         |                                                         |                                    | Amesterdão Roterdão Apeldoorn |

## Fase preliminar
|  | Qualificados para as oitavas de final |

Os horários obedecem ao Horário de Verão da Europa Central (UTC+2).

### Grupo A
|     |          |     | Jogos | Jogos | Jogos | Sets | Sets | Sets   | Pontos | Pontos | Pontos |
| Pos | Equipe   | Pts | T     | V     | D     | V    | P    | R      | V      | P      | R      |
| --- | -------- | --- | ----- | ----- | ----- | ---- | ---- | ------ | ------ | ------ | ------ |
| 1   | França   | 15  | 5     | 5     | 0     | 15   | 1    | 15,000 | 398    | 303    | 1.314  |
| 2   | Itália   | 12  | 5     | 4     | 1     | 13   | 6    | 2.167  | 452    | 389    | 1.162  |
| 3   | Bulgária | 9   | 5     | 3     | 2     | 10   | 7    | 1.429  | 396    | 394    | 1.005  |
| 4   | Grécia   | 3   | 5     | 1     | 4     | 5    | 13   | 0.385  | 386    | 432    | 0.894  |
| 5   | Portugal | 3   | 5     | 1     | 4     | 5    | 13   | 0.385  | 386    | 433    | 0.891  |
| 6   | Romênia  | 3   | 5     | 1     | 4     | 5    | 13   | 0.385  | 372    | 439    | 0.847  |

| Data   | Hora  |             | Placar |             | Set 1 | Set 2 | Set 3 | Set 4 | Set 5 | Total  | Relatório |
| ------ | ----- | ----------- | ------ | ----------- | ----- | ----- | ----- | ----- | ----- | ------ | --------- |
| 12 set | 14:15 | 'Bulgária ' | 3–0    | Grécia      | 25–22 | 25–16 | 25–20 |       |       | 75–58  | 75–58     |
| 12 set | 17:15 | Portugal    | 0–3    | ' Itália'   | 21–25 | 10–25 | 22–25 |       |       | 53–75  | 53–75     |
| 12 set | 20:45 | 'França '   | 3–0    | Romênia     | 25–19 | 25–14 | 25–16 |       |       | 75–49  | 75–49     |
| 13 set | 17:15 | 'Bulgária ' | 3–0    | Romênia     | 28–26 | 25–20 | 25–20 |       |       | 78–66  | 78–66     |
| 13 set | 20:45 | 'Itália '   | 3–1    | Grécia      | 17–25 | 25–23 | 25–19 | 25–18 |       | 92–85  | 92–85     |
| 14 set | 17:15 | Grécia      | 0–3    | ' França'   | 14–25 | 18–25 | 24–26 |       |       | 56–76  | 56–76     |
| 14 set | 20:45 | 'Bulgária ' | 3–1    | Portugal    | 25–23 | 28–30 | 25–23 | 25–22 |       | 103–98 | 103–98    |
| 15 set | 14:00 | Romênia     | 1–3    | ' Itália'   | 15–25 | 14–25 | 25–23 | 14–25 |       | 68–98  | 68–98     |
| 15 set | 17:30 | Portugal    | 0–3    | ' França'   | 11–25 | 20–25 | 23–25 |       |       | 54–75  | 54–75     |
| 16 set | 17:15 | Romênia     | 1–3    | ' Grécia'   | 25–23 | 24–26 | 25–27 | 21–25 |       | 95–101 | 95–101    |
| 16 set | 20:45 | 'França '   | 3–0    | Bulgária    | 25–19 | 25–21 | 25–14 |       |       | 75–54  | 75–54     |
| 17 set | 14:00 | Grécia      | 1–3    | ' Portugal' | 25–19 | 21–25 | 23–25 | 17–25 |       | 86–94  | 86–94     |
| 17 set | 19:30 | 'Itália '   | 3–1    | Bulgária    | 22–25 | 25–23 | 25–21 | 25–17 |       | 97–86  | 97–86     |
| 18 set | 14:00 | Portugal    | 1–3    | ' Romênia'  | 21–25 | 25–19 | 18–25 | 23–25 |       | 87–94  | 87–94     |
| 18 set | 20:30 | 'França '   | 3–1    | Itália      | 25–22 | 22–25 | 25–21 | 25–22 |       | 97–90  | 97–90     |

### Grupo B
|     |            |     | Jogos | Jogos | Jogos | Sets | Sets | Sets   | Pontos | Pontos | Pontos |
| Pos | Equipe     | Pts | T     | V     | D     | V    | P    | R      | V      | P      | R      |
| --- | ---------- | --- | ----- | ----- | ----- | ---- | ---- | ------ | ------ | ------ | ------ |
| 1   | Sérvia     | 15  | 5     | 5     | 0     | 15   | 1    | 15,000 | 396    | 313    | 1.265  |
| 2   | Bélgica    | 11  | 5     | 4     | 1     | 12   | 5    | 2.400  | 386    | 345    | 1.119  |
| 3   | Alemanha   | 7   | 5     | 2     | 3     | 9    | 9    | 1,000  | 397    | 394    | 1.008  |
| 4   | Espanha    | 6   | 5     | 2     | 3     | 9    | 12   | 0.750  | 454    | 471    | 0.964  |
| 5   | Eslováquia | 5   | 5     | 2     | 3     | 6    | 12   | 0.500  | 386    | 423    | 0.913  |
| 6   | Áustria    | 1   | 5     | 0     | 5     | 3    | 15   | 0.200  | 360    | 433    | 0.831  |

| Data   | Hora  |               | Placar |             | Set 1 | Set 2 | Set 3 | Set 4 | Set 5 | Total   | Relatório |
| ------ | ----- | ------------- | ------ | ----------- | ----- | ----- | ----- | ----- | ----- | ------- | --------- |
| 13 set | 15:00 | 'Sérvia '     | 3–0    | Alemanha    | 25–21 | 25–17 | 25–15 |       |       | 75–53   | 75–53     |
| 13 set | 17:30 | 'Eslováquia ' | 3–2    | Espanha     | 25–23 | 25–23 | 20–25 | 16–25 | 18–16 | 104–112 | 104–112   |
| 13 set | 20:30 | 'Bélgica '    | 3–0    | Áustria     | 25–17 | 25–23 | 25–17 |       |       | 75–57   | 75–57     |
| 14 set | 17:30 | Alemanha      | 2–3    | ' Bélgica'  | 23–25 | 17–25 | 25–22 | 25–15 | 13–15 | 103–102 | 103–102   |
| 14 set | 20:30 | 'Eslováquia ' | 3–1    | Áustria     | 19–25 | 25–20 | 25–21 | 25–15 |       | 94–81   | 94–81     |
| 15 set | 15:30 | Espanha       | 0–3    | ' Bélgica'  | 17–25 | 21–25 | 14–25 |       |       | 52–75   | 52–75     |
| 15 set | 18:30 | 'Sérvia '     | 3–0    | Eslováquia  | 25–19 | 25–20 | 25–21 |       |       | 75–60   | 75–60     |
| 16 set | 17:30 | Áustria       | 0–3    | ' Alemanha' | 23–25 | 15–25 | 16–25 |       |       | 54–75   | 54–75     |
| 16 set | 20:30 | Espanha       | 1–3    | ' Sérvia'   | 25–21 | 19–25 | 19–25 | 20–25 |       | 83–96   | 83–96     |
| 17 set | 17:30 | Áustria       | 2–3    | ' Espanha'  | 23–25 | 28–26 | 23–25 | 25–23 | 11–15 | 110–114 | 110–114   |
| 17 set | 20:30 | Eslováquia    | 0–3    | ' Bélgica'  | 23–25 | 20–25 | 15–25 |       |       | 58–75   | 58–75     |
| 18 set | 17:30 | 'Alemanha '   | 3–0    | Eslováquia  | 25–23 | 30–28 | 25–19 |       |       | 80–70   | 80–70     |
| 18 set | 20:30 | Bélgica       | 0–3    | ' Sérvia'   | 19–25 | 21–25 | 19–25 |       |       | 59–75   | 59–75     |
| 19 set | 17:30 | 'Espanha '    | 3–1    | Alemanha    | 25–22 | 25–20 | 18–25 | 25–19 |       | 93–86   | 93–86     |
| 19 set | 20:30 | 'Sérvia '     | 3–0    | Áustria     | 25–16 | 25–22 | 25–20 |       |       | 75–58   | 75–58     |

### Grupo C
|     |                    |     | Jogos | Jogos | Jogos | Sets | Sets | Sets  | Pontos | Pontos | Pontos |
| Pos | Equipe             | Pts | T     | V     | D     | V    | P    | R     | V      | P      | R      |
| --- | ------------------ | --- | ----- | ----- | ----- | ---- | ---- | ----- | ------ | ------ | ------ |
| 1   | Rússia             | 15  | 5     | 5     | 0     | 15   | 2    | 7.500 | 427    | 329    | 1.298  |
| 2   | Eslovênia          | 9   | 5     | 3     | 2     | 10   | 7    | 1.429 | 419    | 376    | 1.114  |
| 3   | Turquia            | 7   | 5     | 2     | 3     | 9    | 10   | 0.900 | 413    | 421    | 0.981  |
| 4   | Finlândia          | 6   | 5     | 2     | 3     | 9    | 12   | 0.750 | 455    | 472    | 0.964  |
| 5   | Macedônia do Norte | 6   | 5     | 2     | 3     | 7    | 11   | 0.636 | 409    | 445    | 0.919  |
| 6   | Bielorrússia       | 2   | 5     | 1     | 4     | 6    | 14   | 0.429 | 404    | 484    | 0.835  |

| Data   | Hora  |                    | Placar |                       | Set 1 | Set 2 | Set 3 | Set 4 | Set 5 | Total   | Relatório |
| ------ | ----- | ------------------ | ------ | --------------------- | ----- | ----- | ----- | ----- | ----- | ------- | --------- |
| 12 set | 14:30 | Turquia            | 1–3    | ' Rússia'             | 13–25 | 25–23 | 17–25 | 15–25 |       | 70–98   | 70–98     |
| 12 set | 17:30 | 'Finlândia '       | 3–1    | Macedônia do Norte    | 25–23 | 25–22 | 23–25 | 25–21 |       | 98–91   | 98–91     |
| 12 set | 20:30 | 'Eslovênia '       | 3–0    | Bielorrússia          | 25–17 | 25–14 | 25–19 |       |       | 75–50   | 75–50     |
| 13 set | 17:30 | Macedônia do Norte | 0–3    | ' Turquia'            | 20–25 | 23–25 | 13–25 |       |       | 56–75   | 56–75     |
| 13 set | 20:30 | Bielorrússia       | 1–3    | ' Rússia'             | 25–23 | 17–25 | 22–25 | 10–25 |       | 74–98   | 74–98     |
| 14 set | 17:30 | Macedônia do Norte | 0–3    | ' Rússia'             | 15–25 | 16–25 | 28–30 |       |       | 59–80   | 59–80     |
| 14 set | 20:30 | 'Eslovênia '       | 3–1    | Finlândia             | 25–18 | 26–24 | 24–26 | 25–15 |       | 100–83  | 100–83    |
| 15 set | 17:30 | 'Bielorrússia '    | 3–2    | Finlândia             | 13–25 | 17–25 | 30–28 | 25–22 | 15–13 | 100–113 | 100–113   |
| 15 set | 20:30 | Turquia            | 0–3    | ' Eslovênia'          | 28–30 | 16–25 | 23–25 |       |       | 67–80   | 67–80     |
| 16 set | 17:30 | 'Rússia '          | 3–0    | Finlândia             | 25–17 | 26–24 | 25–22 |       |       | 76–63   | 76–63     |
| 16 set | 20:30 | Bielorrússia       | 1–3    | ' Macedônia do Norte' | 25–23 | 19–25 | 27–29 | 20–25 |       | 91–102  | 91–102    |
| 17 set | 17:30 | Eslovênia          | 1–3    | ' Macedônia do Norte' | 24–26 | 28–30 | 25–19 | 24–26 |       | 101–101 | 101–101   |
| 17 set | 20:30 | 'Turquia '         | 3–1    | Bielorrússia          | 25–21 | 26–24 | 20–25 | 25–19 |       | 96–89   | 96–89     |
| 18 set | 17:30 | Eslovênia          | 0–3    | ' Rússia'             | 21–25 | 21–25 | 21–25 |       |       | 63–75   | 63–75     |
| 18 set | 20:30 | 'Finlândia '       | 3–2    | Turquia               | 25–20 | 15–25 | 18–25 | 25–23 | 15–12 | 98–105  | 98–105    |

### Grupo D
|     |               |     | Jogos | Jogos | Jogos | Sets | Sets | Sets   | Pontos | Pontos | Pontos |
| Pos | Equipe        | Pts | T     | V     | D     | V    | P    | R      | V      | P      | R      |
| --- | ------------- | --- | ----- | ----- | ----- | ---- | ---- | ------ | ------ | ------ | ------ |
| 1   | Polônia       | 15  | 5     | 5     | 0     | 15   | 1    | 15,000 | 400    | 283    | 1.413  |
| 2   | Países Baixos | 10  | 5     | 3     | 2     | 11   | 7    | 1.571  | 412    | 383    | 1.076  |
| 3   | Ucrânia       | 9   | 5     | 3     | 2     | 9    | 8    | 1.125  | 385    | 367    | 1.049  |
| 4   | Chéquia       | 6   | 5     | 2     | 3     | 9    | 11   | 0.818  | 433    | 447    | 0.969  |
| 5   | Montenegro    | 5   | 5     | 2     | 3     | 7    | 11   | 0.636  | 348    | 426    | 0.817  |
| 6   | Estônia       | 0   | 5     | 0     | 5     | 2    | 15   | 0.133  | 367    | 439    | 0.836  |

| Data   | Hora  |                  | Placar |                  | Set 1 | Set 2 | Set 3 | Set 4 | Set 5 | Total   | Relatório |
| ------ | ----- | ---------------- | ------ | ---------------- | ----- | ----- | ----- | ----- | ----- | ------- | --------- |
| 13 set | 14:00 | Chéquia          | 1–3    | ' Ucrânia'       | 21–25 | 19–25 | 25–19 | 22–25 |       | 87–94   | 87–94     |
| 13 set | 17:00 | Estônia          | 1–3    | ' Polônia'       | 22–25 | 27–25 | 22–25 | 17–25 |       | 88–100  | 88–100    |
| 13 set | 20:00 | 'Países Baixos ' | 3–0    | Montenegro       | 25–13 | 25–17 | 25–15 |       |       | 75–45   | 75–45     |
| 14 set | 16:00 | Ucrânia          | 0–3    | ' Países Baixos' | 26–28 | 27–29 | 21–25 |       |       | 74–82   | 74–82     |
| 14 set | 19:00 | Estônia          | 0–3    | ' Montenegro'    | 23–25 | 28–30 | 23–25 |       |       | 74–80   | 74–80     |
| 15 set | 16:00 | Países Baixos    | 0–3    | ' Polônia'       | 19–25 | 18–25 | 19–25 |       |       | 56–75   | 56–75     |
| 15 set | 19:00 | 'Chéquia '       | 3–0    | Estônia          | 25–18 | 34–32 | 28–26 |       |       | 87–76   | 87–76     |
| 16 set | 17:00 | Montenegro       | 1–3    | ' Ucrânia'       | 25–19 | 18–25 | 15–25 | 19–25 |       | 77–94   | 77–94     |
| 16 set | 20:00 | 'Polônia '       | 3–0    | Chéquia          | 25–18 | 25–12 | 25–15 |       |       | 75–45   | 75–45     |
| 17 set | 17:00 | Montenegro       | 0–3    | ' Polônia'       | 10–25 | 17–25 | 19–25 |       |       | 46–75   | 46–75     |
| 17 set | 20:00 | Estônia          | 1–3    | ' Países Baixos' | 25–22 | 19–25 | 19–25 | 20–25 |       | 83–97   | 83–97     |
| 18 set | 16:00 | 'Ucrânia '       | 3–0    | Estônia          | 25–17 | 25–15 | 25–14 |       |       | 75–46   | 75–46     |
| 18 set | 20:00 | Países Baixos    | 2–3    | ' Chéquia'       | 18–25 | 25–18 | 20–25 | 25–22 | 14–16 | 102–106 | 102–106   |
| 19 set | 17:00 | Chéquia          | 2–3    | ' Montenegro'    | 23–25 | 25–14 | 22–25 | 25–21 | 13–15 | 108–100 | 108–100   |
| 19 set | 20:00 | 'Polônia '       | 3–0    | Ucrânia          | 25–17 | 25–16 | 25–15 |       |       | 75–48   | 75–48     |

## Fase final

### Oitavas de Final
| Data   | Hora  |               | Placar |             | Set 1 | Set 2 | Set 3 | Set 4 | Set 5 | Total   | Relatório |
| ------ | ----- | ------------- | ------ | ----------- | ----- | ----- | ----- | ----- | ----- | ------- | --------- |
| 21 set | 16:00 | Países Baixos | 1–3    | ' Alemanha' | 17–25 | 22–25 | 32–30 | 23–25 |       | 94–105  | 94–105    |
| 21 set | 17:30 | 'Rússia '     | 3–0    | Grécia      | 25–16 | 25–15 | 25–16 |       |       | 75–47   | 75–47     |
| 21 set | 17:30 | 'Sérvia '     | 3–0    | Chéquia     | 31–29 | 25–21 | 25–18 |       |       | 81–68   | 81–68     |
| 21 set | 19:30 | 'França '     | 3–0    | Finlândia   | 25–16 | 25–23 | 25–21 |       |       | 75–60   | 75–60     |
| 21 set | 20:00 | 'Polônia '    | 3–0    | Espanha     | 25–18 | 25–13 | 25–16 |       |       | 75–47   | 75–47     |
| 21 set | 20:30 | Bélgica       | 2–3    | ' Ucrânia'  | 22–25 | 25–21 | 25–14 | 18–25 | 10–15 | 100–100 | 100–100   |
| 21 set | 20:30 | 'Eslovênia '  | 3–1    | Bulgária    | 25–27 | 25–17 | 25–16 | 25–17 |       | 100–77  | 100–77    |
| 22 set | 17:00 | 'Itália '     | 3–0    | Turquia     | 25–22 | 25–18 | 25–21 |       |       | 75–61   | 75–61     |

### Quartas de final
| Data   | Hora  |            | Placar |              | Set 1 | Set 2 | Set 3 | Set 4 | Set 5 | Total   | Relatório |
| ------ | ----- | ---------- | ------ | ------------ | ----- | ----- | ----- | ----- | ----- | ------- | --------- |
| 23 set | 20:00 | 'Polônia ' | 3–0    | Alemanha     | 25–19 | 25–21 | 25–18 |       |       | 75–58   | 75–58     |
| 23 set | 20:30 | Rússia     | 1–3    | ' Eslovênia' | 23–25 | 22–25 | 25–21 | 21–25 |       | 91–96   | 91–96     |
| 24 set | 20:30 | 'Sérvia '  | 3–2    | Ucrânia      | 21–25 | 25–23 | 25–22 | 19–25 | 15–9  | 105–104 | 105–104   |
| 24 set | 21:00 | 'França '  | 3–0    | Itália       | 25–16 | 27–25 | 25–14 |       |       | 77–55   | 77–55     |

### Semifinais
| Data   | Hora  |           | Placar |              | Set 1 | Set 2 | Set 3 | Set 4 | Set 5 | Total   | Relatório |
| ------ | ----- | --------- | ------ | ------------ | ----- | ----- | ----- | ----- | ----- | ------- | --------- |
| 26 set | 20:30 | Polônia   | 1–3    | ' Eslovênia' | 23–25 | 26–24 | 22–25 | 23–25 |       | 94–99   | 94–99     |
| 27 set | 21:00 | 'Sérvia ' | 3–2    | França       | 23–25 | 25–23 | 25–21 | 17–25 | 15–7  | 105–101 | 105–101   |

### Terceiro lugar
| Data   | Hora  |        | Placar |            | Set 1 | Set 2 | Set 3 | Set 4 | Set 5 | Total | Relatório |
| ------ | ----- | ------ | ------ | ---------- | ----- | ----- | ----- | ----- | ----- | ----- | --------- |
| 28 set | 18:00 | França | 0–3    | ' Polônia' | 24–26 | 22–25 | 21–25 |       |       | 67–76 | 67–76     |

### Final
| Data   | Hora  |           | Placar |           | Set 1 | Set 2 | Set 3 | Set 4 | Set 5 | Total | Relatório |
| ------ | ----- | --------- | ------ | --------- | ----- | ----- | ----- | ----- | ----- | ----- | --------- |
| 29 set | 17:30 | 'Sérvia ' | 3–1    | Eslovênia | 19–25 | 25–16 | 25–18 | 25-20 |       | 94–59 | 94-79     |

## Classificação final
| Posição | Equipe             |
| ------- | ------------------ |
|         | Sérvia             |
|         | Eslovênia          |
|         | Polônia            |
| 4       | França             |
| 5       | Rússia             |
| 6       | Itália             |
| 7       | Ucrânia            |
| 8       | Alemanha           |
| 9       | Bélgica            |
| 10      | Países Baixos      |
| 11      | Bulgária           |
| 12      | Turquia            |
| 13      | Chéquia            |
| 14      | Finlândia          |
| 15      | Espanha            |
| 16      | Grécia             |
| 17      | Macedônia do Norte |
| 18      | Montenegro         |
| 19      | Eslováquia         |
| 20      | Portugal           |
| 21      | Romênia            |
| 22      | Bielorrússia       |
| 23      | Áustria            |
| 24      | Estônia            |

## Prêmios individuais
A seleção do campeonato foi composta pelos seguintes jogadores:
- MVP (Most Valuable Player):  Uroš Kovačević